# Heesbach
Der Heesbach, auch die Hees genannt, ist ein 5,8 km langer, orographisch rechter Nebenfluss der Littfe im nordrhein-westfälischen Kreis Siegen-Wittgenstein, Deutschland.

## Geographie

### Verlauf
Der Heesbach entspringt etwa 900 m westlich der Ortschaft Oberhees auf einer Höhe von 419 m ü. NHN. Der Höhenzug liegt im Bereich der südlichen Landhecke. Der Heesbach fließt von hier aus überwiegend in nordöstliche Richtung durch die Ortschaften Oberhees, Mittelhees, Junkernhees und mündet in Fellinghausen auf 276 m ü. NHN in die Littfe. Der Bachlauf liegt vollständig auf dem Gebiet von Kreuztal.
Auf seinem 5,8 km langen Weg durchläuft der Bach ein 143 m großes Höhenintervall, was einem mittleren Sohlgefälle von 24,7 ‰ entspricht. Dabei entwässert er ein Einzugsgebiet von 12,387 km²
Er durchfließt die Kreuztaler Stadtteile Oberhees, Mittelhees, den Ostheldener Ortsteil Junkernhees und Fellinghausen, beide gehören ebenfalls zur Stadt Kreuztal.
Er mündet in der Nähe der Ortsgrenze der Stadtteile Buschhütten, Fellinghausen und Kreuztal, etwas oberhalb der städtischen Kläranlage, in die Littfe.

### Nebenflüsse
- Wölbersbach – 1,3 km[2] langer, linker Nebenfluss am unteren Ortsende von Oberhees auf 323 m ü. NHN[1]
- Epchenbach – ca. 1,2 km[2] langer, linker Nebenfluss zwischen Ober- und Mittelhees auf 316 m ü. NHN[1]
- Wildseifen – ca. 0,3 km[4] langer, rechter Nebenfluss zwischen Ober- und Mittelhees auf 316 m ü. NHN[1]
- Berghauser Bach – 2,8 km[2] langer, linker Nebenfluss bei Junkernhees auf 294 m ü. NHN[1]
- Osthelder Bach – 2,5 km[2] langer, linker Nebenfluss bei Junkernhees auf 294 m ü. NHN[1]
- Numbach – 1,0 km[4] langer, linker Nebenfluss ostnordöstlich von Junkernhees auf 285 m ü. NHN[1]
- Erzebach – linker Nebenfluss ostnordöstlich in Fellinghausen auf etwa 281 m ü. NHN[1]